# 韮澤靖
韮泽靖（日语：韮沢 靖、1963年8月26日—2016年2月2日）是日本新潟县栃尾市出生的造型師、角色设计師及插画家。他参与了《假面骑士系列》及《牙狼系列》等眾多作品的角色设计。他于2016年2月2日因肾衰竭逝世，享年52岁。

## 作品
- A级雷霆诞生编（封面图案）
- ビースト・ウォリアーズ（封面图案）
- 灵魂能力（概念图案）
- BlowOut（概念图案）
- Space Truckers（概念图案）
- 剧场版吸血鬼猎人D（舞台设计）
- 最终幻想：灵魂深处（怪物设计）
- ギルステイン
- 假面骑士剑（不死者设计）
- 哥斯拉 最后战役（盖刚及X星人设计）
- 妖怪大战争
- 牙狼系列（怪物设计）
- 假面骑士KABUTO（异虫设计）
- 假面骑士电王（异魔神设计）
- 假面骑士Decade（怪物设计）
- 假面骑士G（怪物设计）
- 海贼战队豪快者（怪物设计）
- 钢铁侠：纳米魔的崛起（Technovore设计）
- 怪物猎人Frontier G（Genome及Divol装甲设计）
- 真·女神转生IV（怪物设计）